# Andrea Sansovino

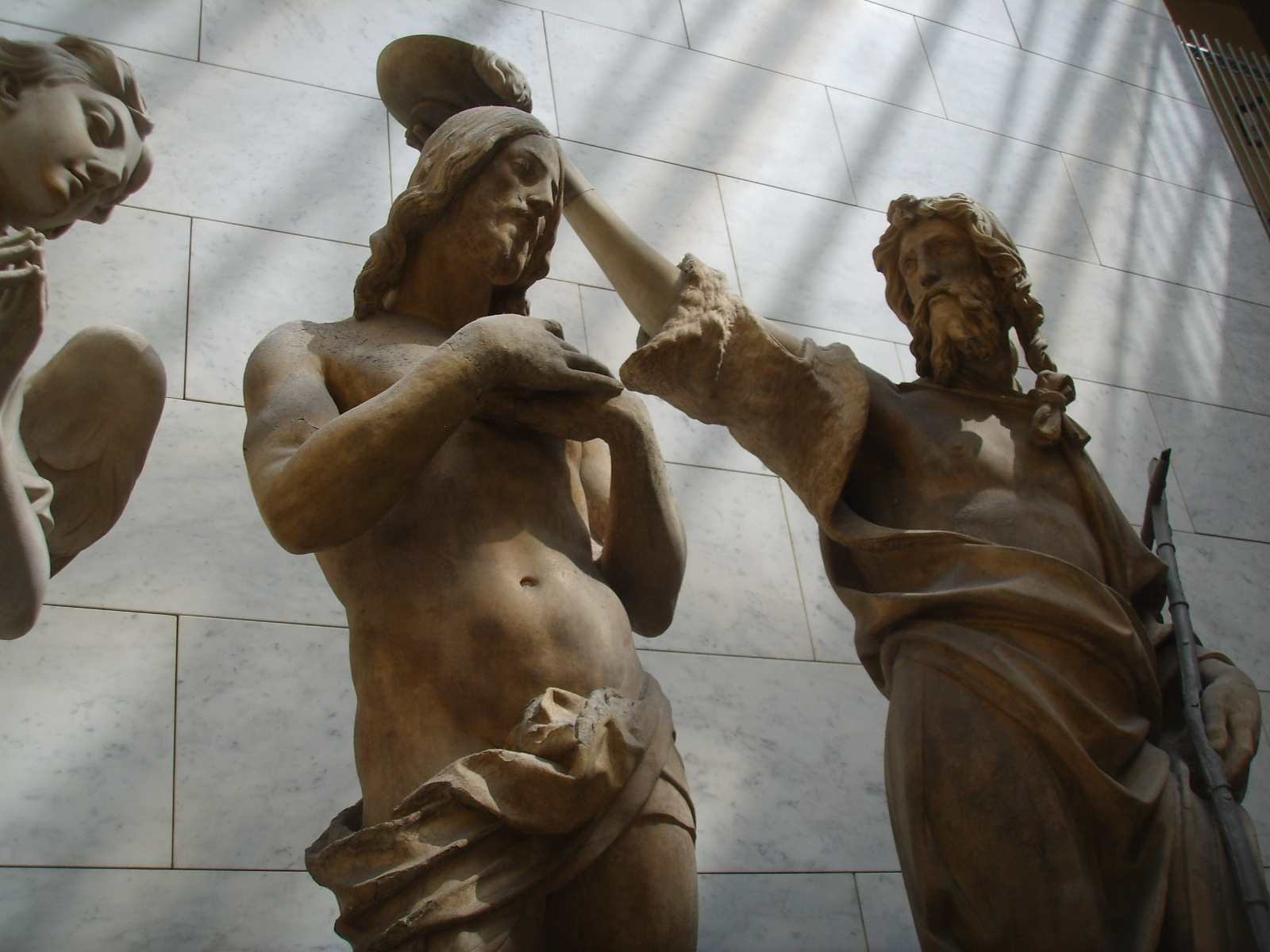
Andrea Sansovino

Andrea Sansovino (1460 - 1529) fue un escultor italiano, discípulo de Antonio Pollaiuolo.
De sus primeros trabajos queda constancia en la Iglesia del Santo Spirito en Florencia. Ejecuta asimismo la pila bautismal del Baptisterio de Volterra, y deja también huella en el Baptisterio de Florencia, donde esculpe un grupo de figuras, y en Roma, donde se encarga de los sepulcros de Ascanio Sforza y Girolamo Basso della Rovere en la iglesia de Santa María del Popolo.